# Hoeilaart
Hoeilaart (antigua grafía Hoeylaert o Hoeilaert) es un municipio belga situado en Flandes, en la provincia de Brabante flamenco. Cuenta con 11.000 habitantes aproximadamente. Limita al oeste con Sint-Genesius-Rode (Rhode-Saint-Genèse en francés), al este con Overijse y al norte con la Región de Bruselas-Capital. Es oficialmente neerlandófono pero los francófonos son el 20-25% de la población debido sobre todo a emigraciones recientes por su proximidad con Bruselas.
En lo que respecta a su superficie es la 259 localidad flamenca de las 308 que existen, la 498 localidad belga de las 589 que hay; la 217 por su población, y la 112 por su densidad de población dentro de Flandes; la 339 por su población, y la 174 por su densidad de población en toda Bélgica. Parte de su territorio se encuentra en el Bosque de Soignes.
Hoeilaart es conocida por el cultivo de la uva y existen numerosos cultivadores que perpetúan una tradición ancestral.

## Demografía

### Evolución
Todos los datos históricos relativos al actual municipio, el siguiente gráfico refleja su evolución demográfica, incluyendo municipios después de efectuada la fusión el 1 de enero de 1977.
| Gráfica de evolución demográfica de Hoeilaart entre 1846 y 2020 |
|                                                                 |

## Folklore y tradición
El tercer fin de semana de septiembre tiene lugar el Festival de la Uva que encumbra el sábado una gran luminaria ("cortège de lumière" en francés, "lichtstoet" en neerlandés), previa elección de la Reina de la Uva ("reine du raisin" en francés, "druivenkoningin" en neerlandés). El festival, también incluye un lanzamiento de bombones y chucherías para los niños, y exposiciones sobre la uva.

## Groenendael
El antiguo Hipódromo de Groenendael y la estación de Groenendael en la línea 161 Bruselas-Namur se encuentran en esta localidad